# رؤیا در زبان دیگر
رویا در زبان دیگر (اسپانیایی: Sueño en otro idioma‎) یک فیلم است که در سال ۲۰۱۷ منتشر شد.